# Чудець
Чудець (пол. Czudec) — село в Польщі, у гміні Чудець Стрижівського повіту Підкарпатського воєводства. Центр своєї гміни. Населення — 2975 осіб (2011).

## Етнографія
Лінгвісти зараховували жителів Близеньки разом з довколишніми селами до замішанців — проміжної групи між лемками і надсянцями.

## Історія
1185 року воєвода Миколай Боґорія віддав кілька сіл зі своїх маєтностей монастирю цистерціанців з Копшивниці. У 1264 році в Тарнаві зустрівся князь галицько-волинський Данило з польським Болеславом і спільно вони розмежували князівства. Кордон пройшов між Чудцем і Ряшевом. У 1279 р. папський легат Філіп у Буді підтвердив абатові цього монастиря право на збір десятини між іншими з Чудця і Стрижова.
Після захоплення Галичини польський король Казимир III 13 січня 1354 року надав Яну Пакославичу місто Ряшів з околицями: по Домброву — на півночі, Чудець — на заході, Лежайськ — на сході. В 1427 р. король Владислав II Ягайло надав Чудцю міські права.
Місто тривалий час було осередком кальвінізму. У 1713 році місцевий дідич Ян Грабінський збудував парафіяльний римо-католицький костел.
До 1920 року в Чудці ще залишалися українці-греко-католики, які належали до парафії Близенька Короснянського деканату Перемишльської єпархії. Метричні книги велися з 1776 року.
Після Другої світової війни село опинилось на теренах ПНР.
У 1975—1998 роках село належало до Ряшівського воєводства.

## Демографія
Демографічна структура станом на 31 березня 2011 року:
|          | Загалом | Допрацездатний вік | Працездатний вік | Постпрацездатний вік |
| -------- | ------- | ------------------ | ---------------- | -------------------- |
| Чоловіки | 1464    | 306                | 981              | 177                  |
| Жінки    | 1511    | 288                | 898              | 325                  |
| Разом    | 2975    | 594                | 1879             | 502                  |